# الشتربرگ
شهر الشتربرگدر ایالت زاکسن در کشور آلمان واقع شده است.